# Lars Söderdahl
Lars Rune Söderdahl, (født 26. juli 1964 i Tyresö, Stockholms län), er en svensk skuespiller. Han er bedst kendt for rollen som Skorpan i Brødrene Løvehjerte.